# Harrington (jaqueta)

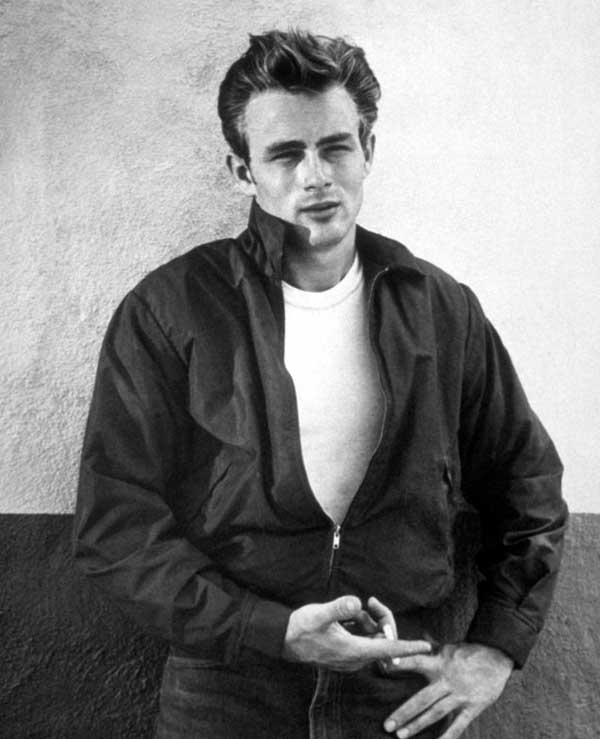
James Dean al rodatge la pel·lícula Rebel sense causa (1955) amb una jaqueta Harrington

Una jaqueta Harrington (originalment coneguda com a Baracuta jacket o G9) és una jaqueta lleugera i llarga fins a la cintura, feta de cotó, polièster, llana o pell girada. Els dissenys sovint incorporen el tradicional fraser tartan o el folre amb estampats escacats. A França, Harrington és una marca registrada des de 1985.

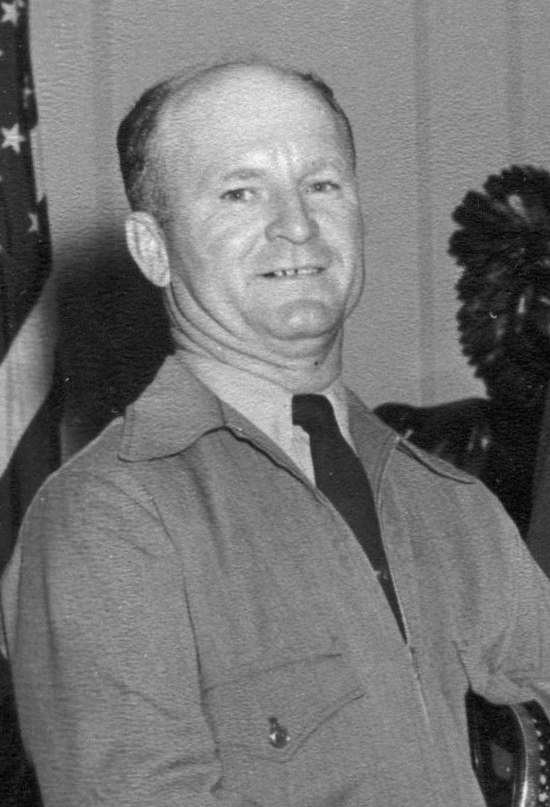
Jaqueta Harrington dels anys 1950 dissenyada com a roba de treball

Les primeres jaquetes d'estil Harrington van ser confeccionades a la dècada del 1930 per l'empresa de roba anglesa, Baracuta. El disseny original de Baracuta, el G9, encara està en producció. Al mateix temps, l'empresa britànica Grenfell, coneguda anteriorment com a Haythornthwaite and Sons, també va confeccionar una jaqueta idèntica basant-se en les seves jaquetes de golf que encara es troben en producció. Sigui com sigui, les Harrington són jaquetes lleugeres i espaioses que es fan servir per jugar a golf, d'aquí la nomenclatura G4 o G9 de Baracuta. Ambdues versions es van fer originalment a Lancashire.